# シクストゥス3世 (ローマ教皇)
シクストゥス3世（Sixtus III、? - 440年8月18日）は、ローマ教皇（第44代、在位：432年7月31日 - 440年8月18日）。
シクストゥス3世の名前は、ローマの建築ブームと結びつけて語られることが多い。アヴェンティーノのサンタ・サビーナ聖堂は彼の在任期間中に捧げられた。また、イエスの母マリアに捧げられたサンタ・マリア・マッジョーレ大聖堂も、彼が431年のエフェソス公会議に承認を出すことによって建立された。この会議では主題が、イエス・キリストは人間かという議論から、マリアを「神の母」と呼ぶべきか単に「キリストの母」と呼ぶべきかという議論に変わった。この会議ではマリアを「神の母」と認定し、その証としてローマに大きな教会を作って捧げることになった。
教皇になる前のシクストゥス3世は、後に異教徒と非難されることになるペラギウスを支援していた。
彼の主な関心事の一つは、アレクサンドリアのキュリロスやシリアとの和解を回復することだった。また、イリュリアにおける権力を維持し、テッサロニキの大主教の権威を維持した。